# متحف أخفض بقعة على الأرض
متحف أخفض بقعة على الارض هو متحف يقع في غور الصافي، الأردن.المتحف مخصص لعرض القطع الأثرية التاريخية المختلفة والبقايا الأثرية. أفتتح المتحف في 12 مايو 2012.